# Ville fortifiée de Boulogne-sur-Mer
La ville fortifiée de Boulogne-sur-Mer (aussi appelée citadelle de Boulogne-sur-Mer, Haute Ville, Vieille Ville ou Vieux-Boulogne) est un quartier de la ville de Boulogne-sur-Mer (Pas-de-Calais). Il est le centre historique de la ville, fondé au Moyen Âge.
Son architecture historique et ses monuments importants en font l'un des principaux centres touristiques de la ville ainsi qu'un secteur résidentiel recherché.

## Description
Le quartier est situé au cœur de Boulogne-sur-Mer, à l'est du centre-ville et à l'ouest du quartier du « Dernier Sou ».
La ville fortifiée est entourée par des remparts, ce qui la rend accessible uniquement par quatre portes. Elle compte de nombreuses rues pavées, pour certaines piétonnières, ainsi que de nombreuses constructions antérieures au XIXe siècle (maisons, monuments religieux ou historiques...).
Le quartier a également des fonctions administratives puisqu'il abrite l'hôtel de ville et le palais de justice.

## Toponymie
La ville fortifiée de Boulogne-sur-Mer est aussi appelée « Citadelle de Boulogne-sur-Mer », « Vieille ville de Boulogne-sur-Mer » ou « Vieux-Boulogne ».
On l'appelle également « Haute ville » car elle se situe sur une colline à environ 60 mètres d'altitude, contrairement à la « Basse ville » (centre-ville et bord de mer) qui se trouve quasiment au niveau de la mer.

## Démographie
Malgré son importance, ce quartier est le plus petit et le moins peuplé de la ville.
Le niveau social de la population de la vieille-ville de Boulogne est relativement aisé par rapport aux autres quartiers de la ville.

## Patrimoine

### Les remparts
Les remparts ont été édifiés entre 1227 et 1231 par le comte Philippe Hurepel, à l'emplacement exact des limites du castrum romain de Bolonia. Ce sont les remparts les mieux conservés du nord de la France. Leurs soubassements remontent à l'époque romaine (camp de la « Classis Britannica »).
Ils forment un quadrilatère percé de quatre portes, qui représentent les seuls accès au quartier : la « Porte Gayole »,, la « Porte Neuve » (ou « Porte de Calais »), la « Porte des Dunes » et la « Porte des Degrés »,, cette dernière est exclusivement piétonnière. Elles sont classées « Monument Historique » depuis 1905.
Le chemin de ronde est aménagé pour la promenade et offre une belle vue sur la ville et les parcs et jardins au pied des remparts,.

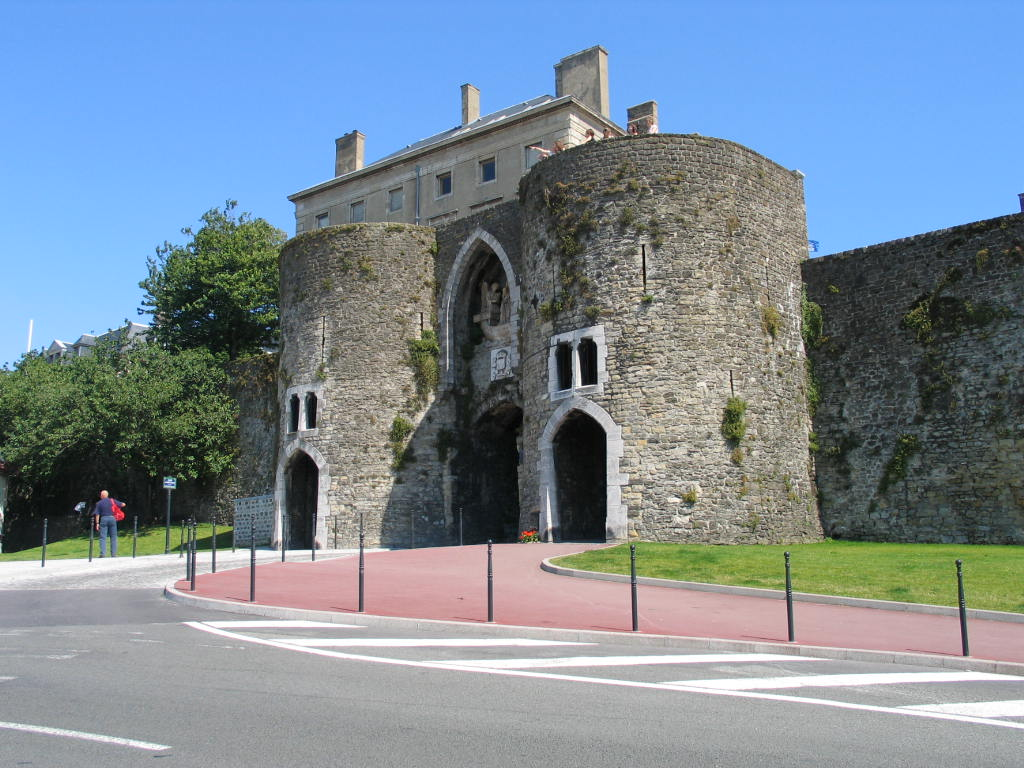
La « Porte des Dunes ».
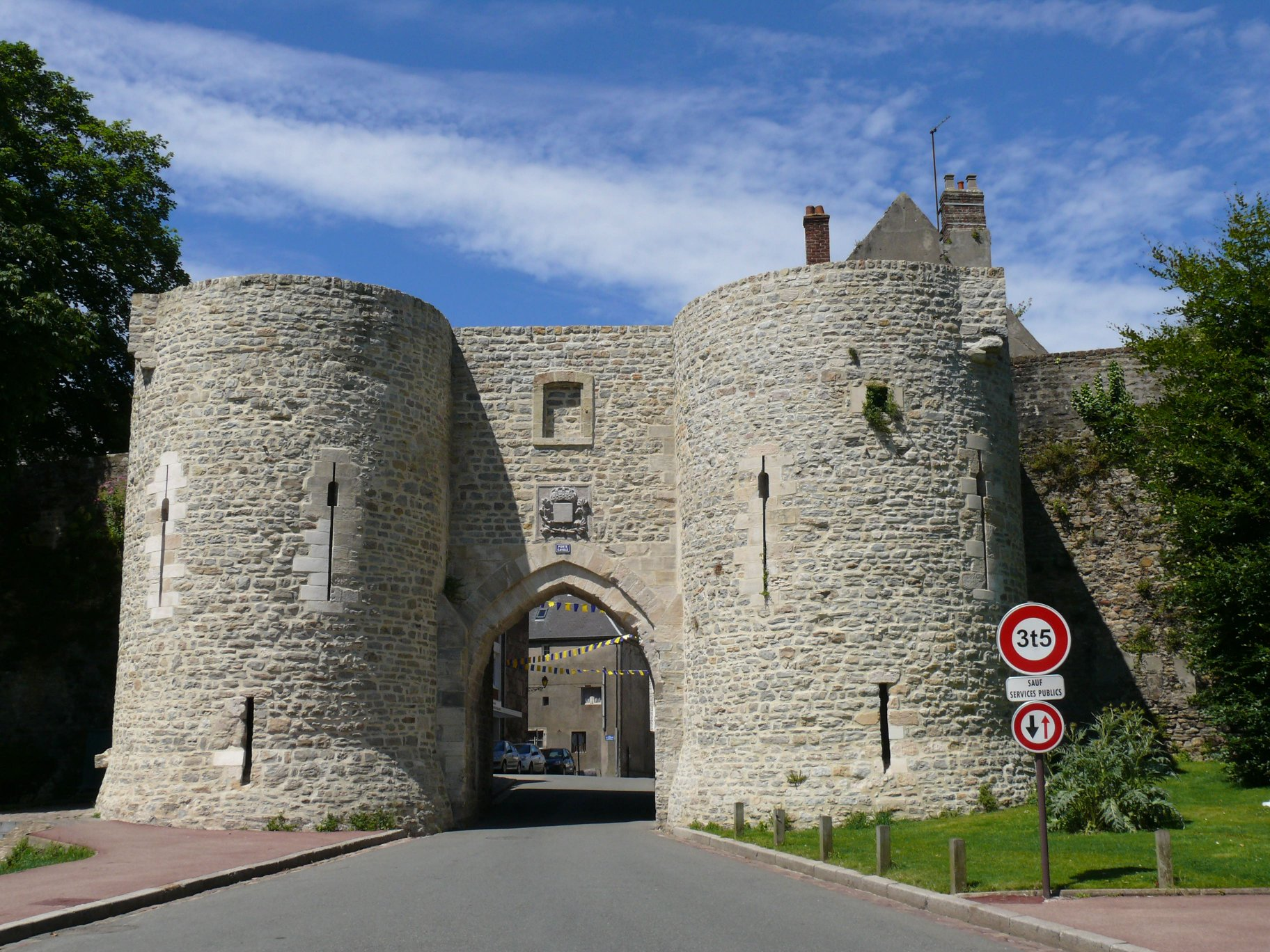
La « Porte Gayole ».
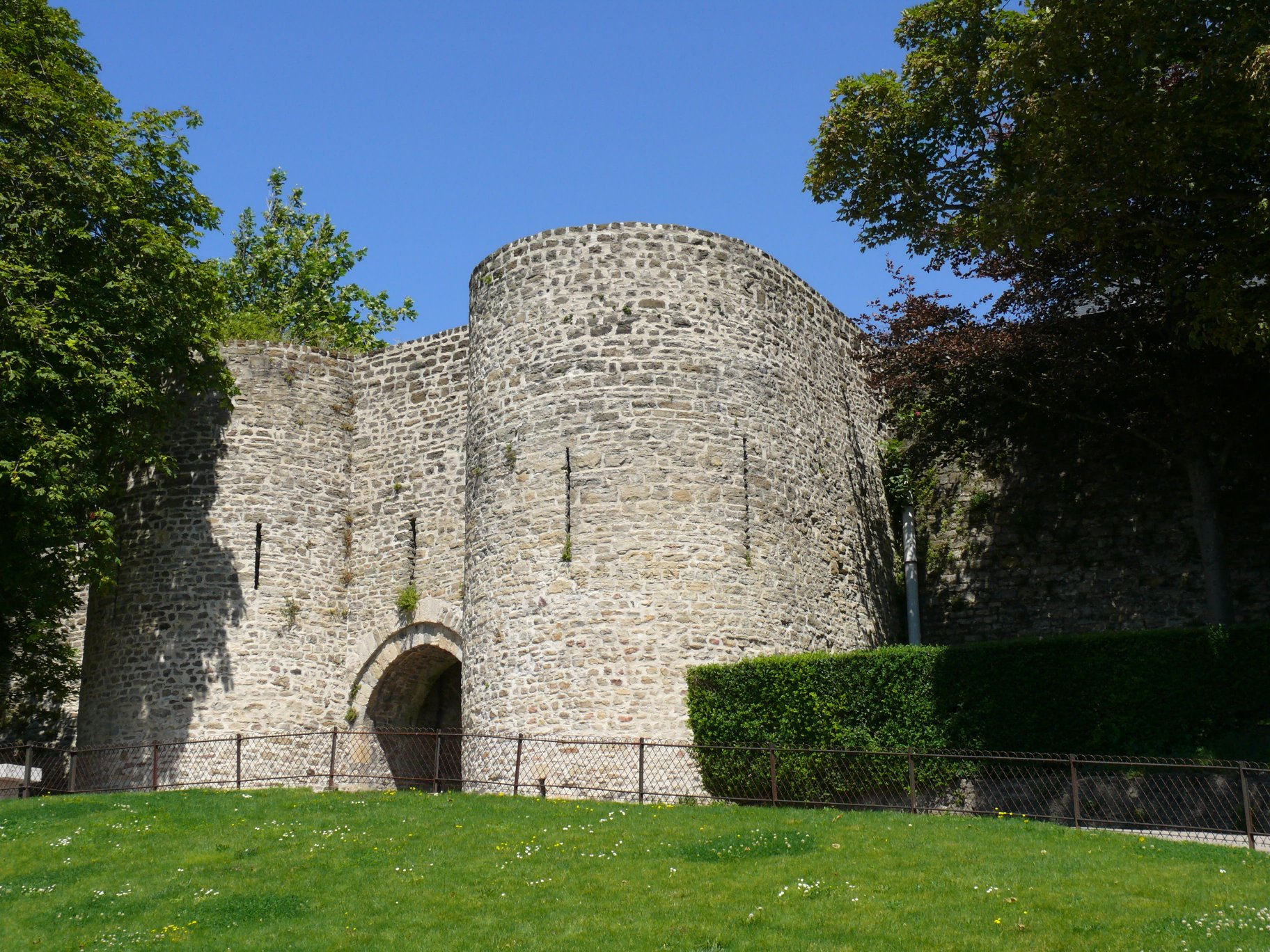
La « Porte des Degrés ».
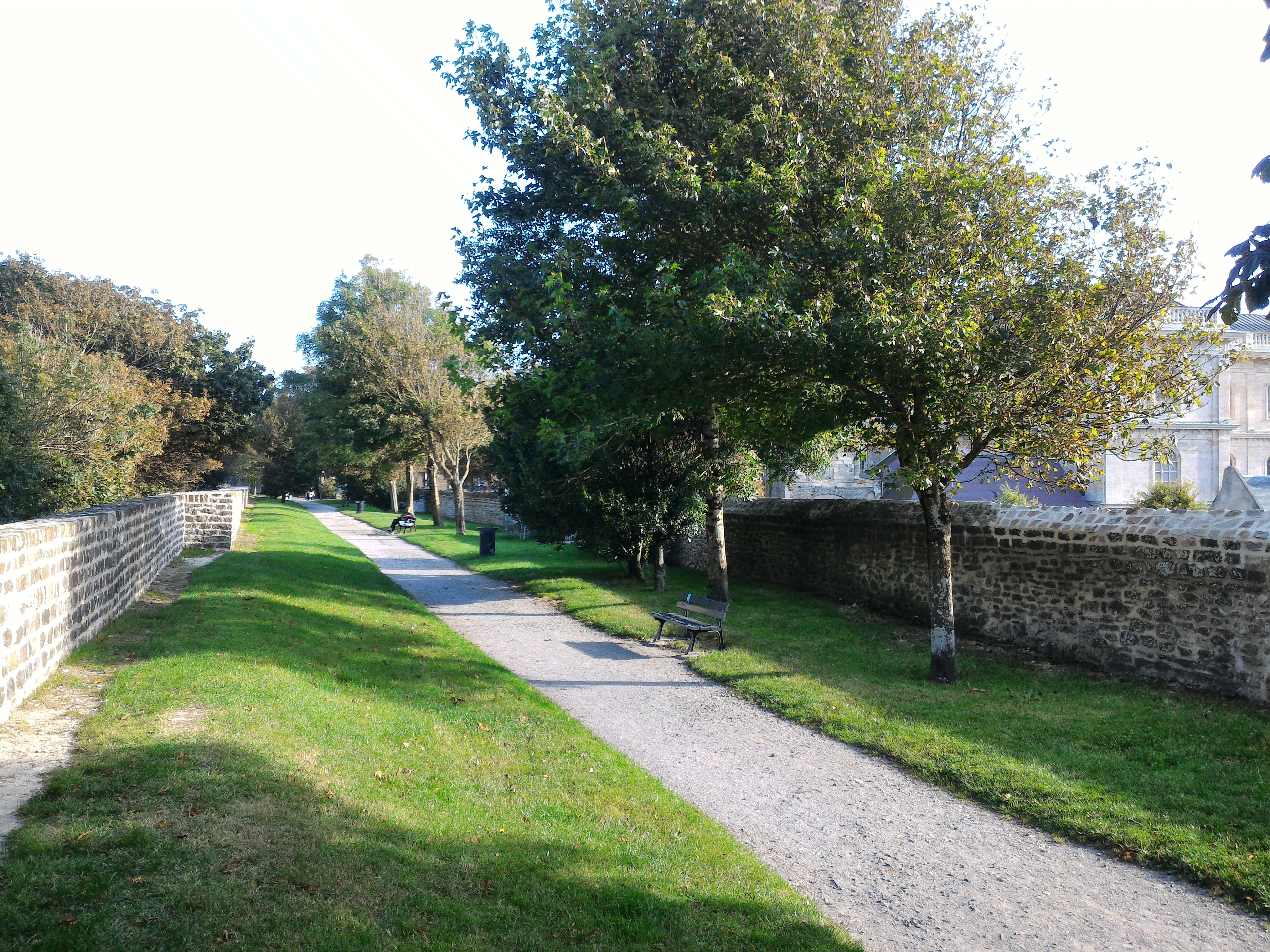
Promenade sur les remparts.
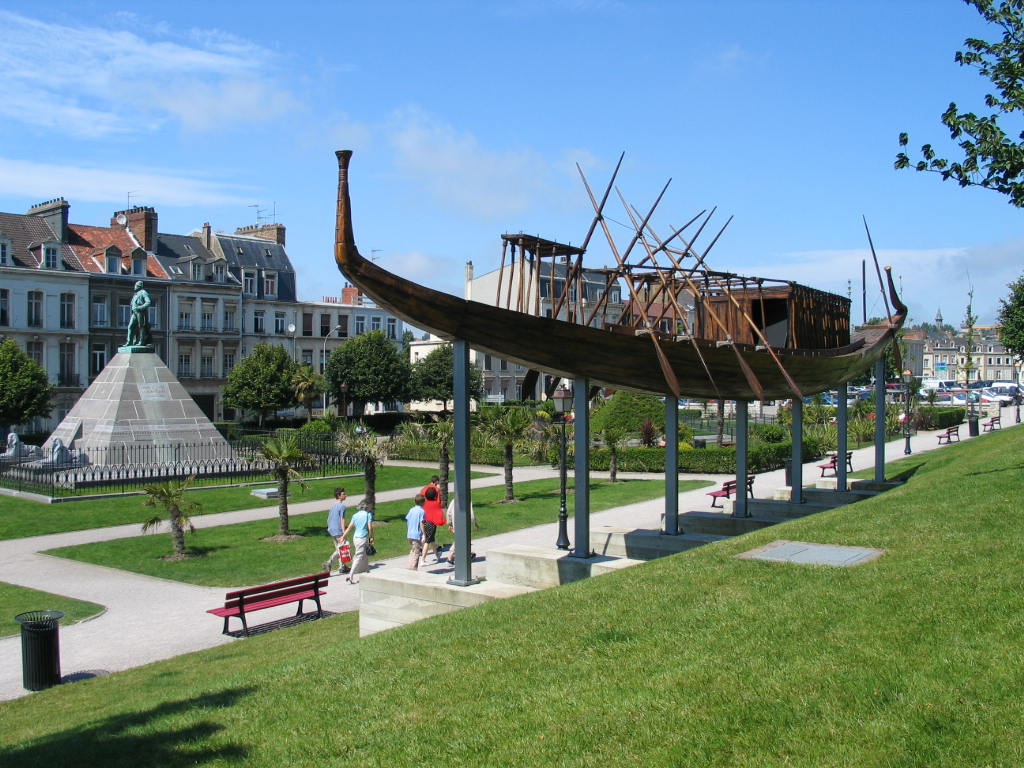
Square Mariette-Pacha, au pied des remparts.

### Les bâtiments administratifs

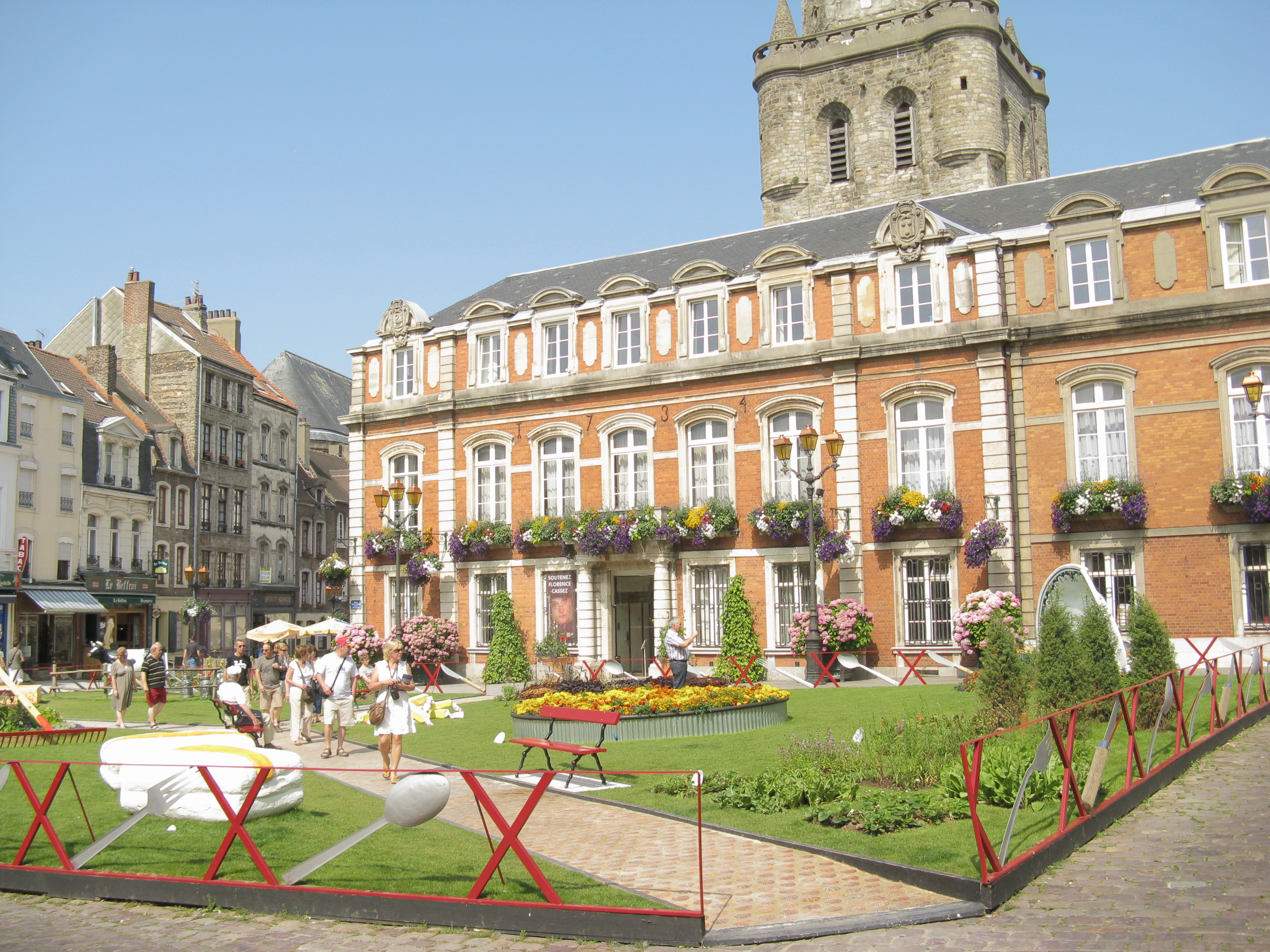
L'hôtel de ville de Boulogne-sur-Mer.

- L'hôtel de ville de Boulogne-sur-Mer : il présente une façade en pierre et en brique, datée de 1734, avec les armoiries de la ville sculptées sous le toit (à gauche, le cygne et à droite, les trois tourteaux)[3]. De cette époque datent le bureau du maire ainsi que la salle des gouverneurs (ou salle des mariages), de style rocaille. On peut également y voir la salle Eurvin (salle des fêtes), ornée d'un grand tableau représentant le siège de 1544, la salle du Conseil municipal et un jardin japonais.
- Le palais de justice de Boulogne-sur-Mer : il date du XIXe siècle et présente une façade néo-classique abritant, entre autres, les statues de Charlemagne et de Napoléon. Une tour carrée romaine a été découverte sous l'édifice.

### Les monuments historiques
- Le château de Boulogne-sur-Mer : il fut érigé en même temps que les fortifications. Il est l'un des premiers châteaux-forts édifiés sans donjon dans l'histoire de l'architecture militaire. Les douves sont remises en eau et le pont-levis a été reconstitué. Les plus belles salles se situent dans la partie basse : chapelle, salle comtale, souterrains. Depuis 1825, il abrite le château-musée de Boulogne-sur-Mer. La collection de celui-ci est unique en Europe : trésors égyptiens, céramiques grecques, art inuit, porcelaine, etc.
- La basilique Notre-Dame-de-l'Immaculée-Conception : la basilique Notre-Dame a été édifiée entre 1827 et 1866 par l'abbé Haffreingue sur une ancienne cathédrale en ruine détruite après la Révolution française. Un dôme de 101 m de hauteur domine Boulogne et ses environs et est inspiré de la cathédrale Saint-Paul de Londres, de la Basilique Saint-Pierre de Rome, du Panthéon et des Invalides. Un maître-autel fut l’œuvre de la mosaïque italienne du XIXe siècle.
- La crypte Notre-Dame : longue de 128 m et large de 42 m[11], la crypte est la deuxième plus grande de France après la crypte Notre-Dame de Chartres. Elle renferme des sculptures et de nombreuses pièces d'orfèvrerie, dont le reliquaire du Saint Sang (or, argent et émaux) offert par Philippe le Bel en 1304. La crypte a aussi servi de sépulture à la dépouille du général argentin José de San Martín de 1850 à 1861[3].
- Le beffroi de Boulogne-sur-Mer est le monument le plus ancien de la ville (XIIe siècle). Donjon du premier château comtal, de type roman, il a été transformé en beffroi, symbole des libertés communales, au début du XIIIe siècle. À l'intérieur, un petit musée archéologique a été aménagé[3],[12],[13]. Il a été classé au Patrimoine Mondial de l'Humanité par l'UNESCO en 2005.
- L'hôtel Désandrouin de 1777, ou palais impérial, où séjournèrent brièvement le premier consul puis empereur Napoléon, l'impératrice Marie-Louise d'Autriche et le tsar Alexandre Ier.
- La bibliothèque municipale classée, située place de la Résistance, dans l'ancien couvent des Annonciades, dont les dispositions d'ensemble (chapelle, cloître…) sont encore visibles. Elle abrite plusieurs dizaines de milliers d'ouvrages, dont une cinquantaine d'incunables.

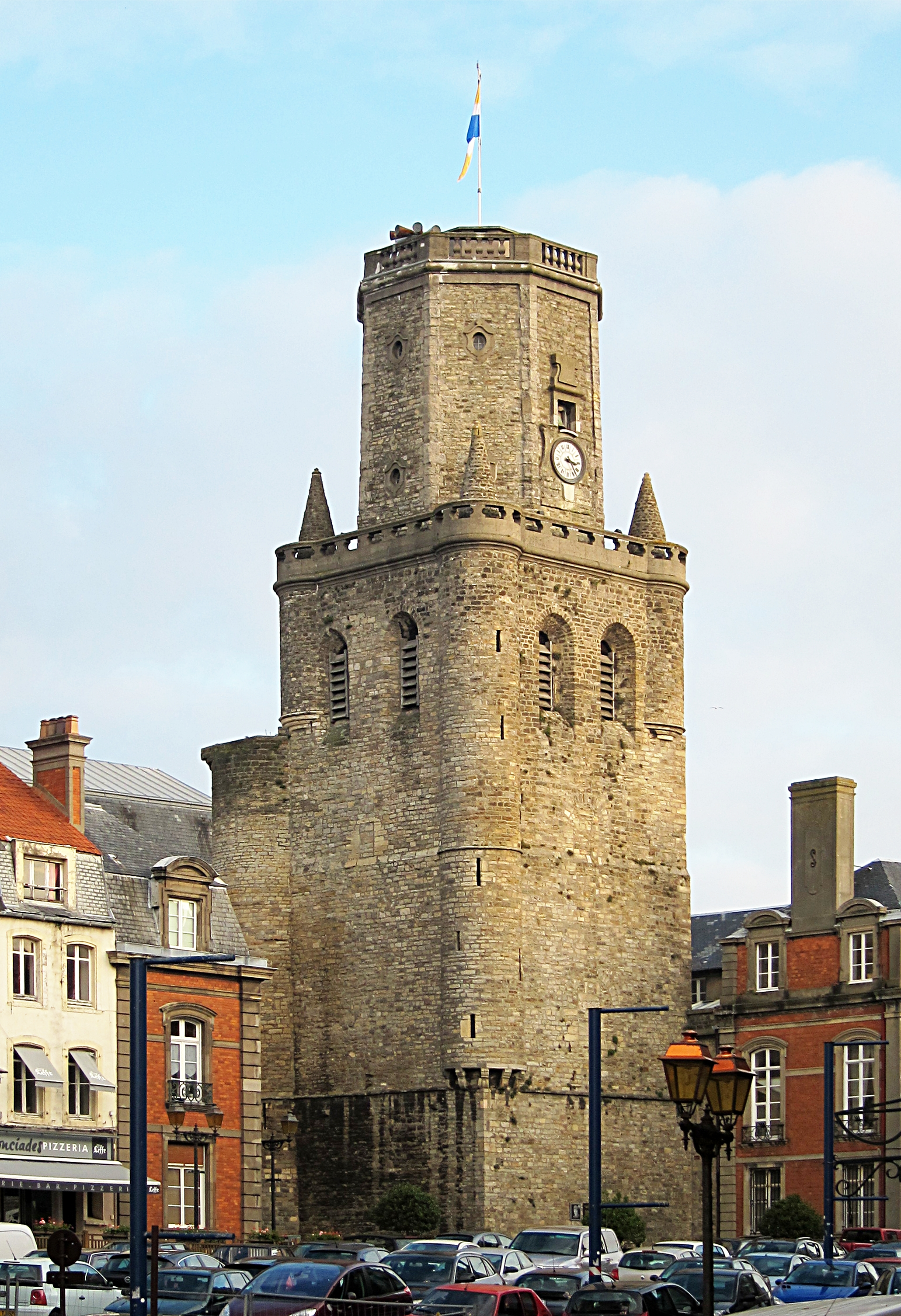
Le beffroi.
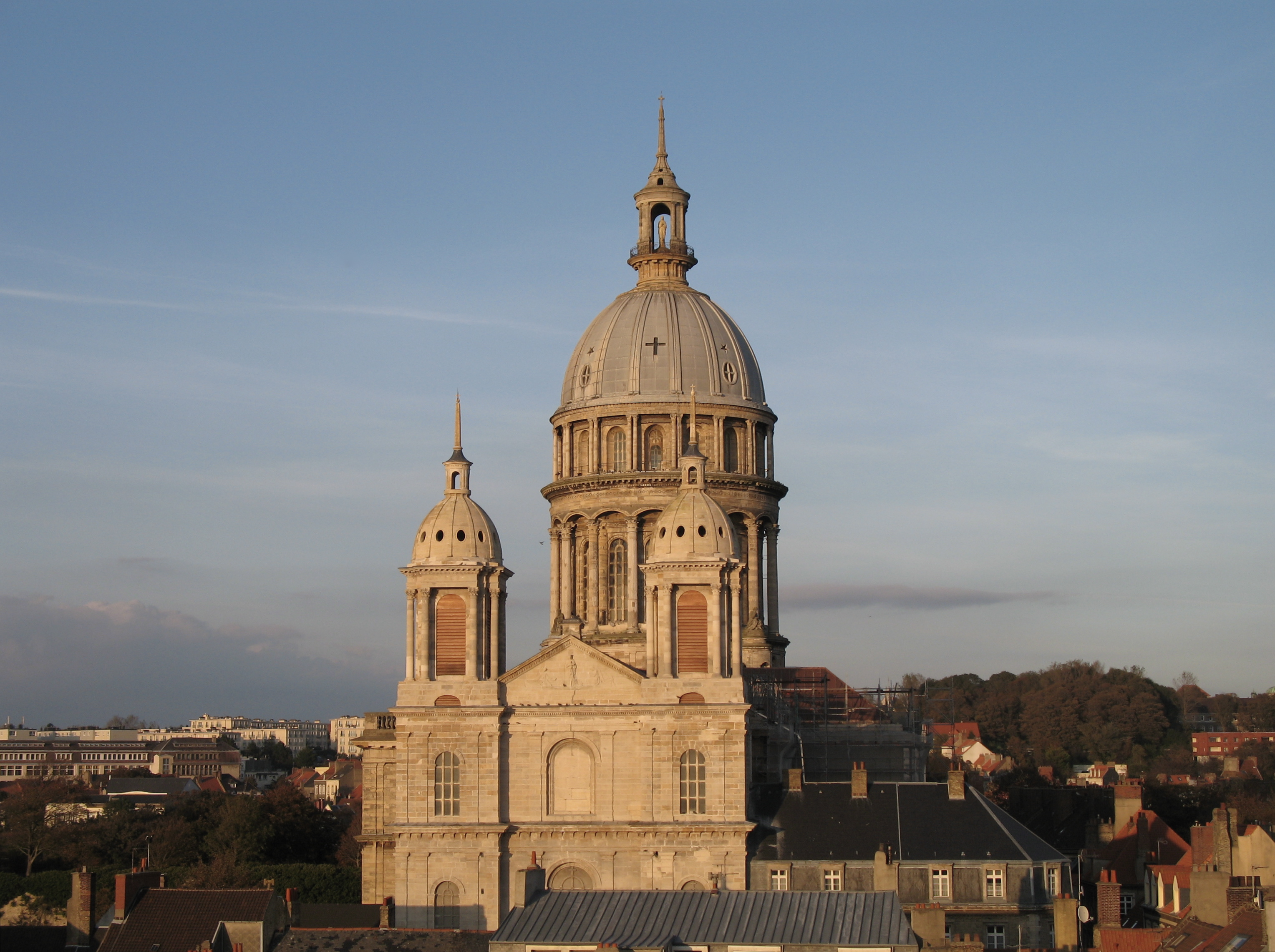
La basilique Notre-Dame.
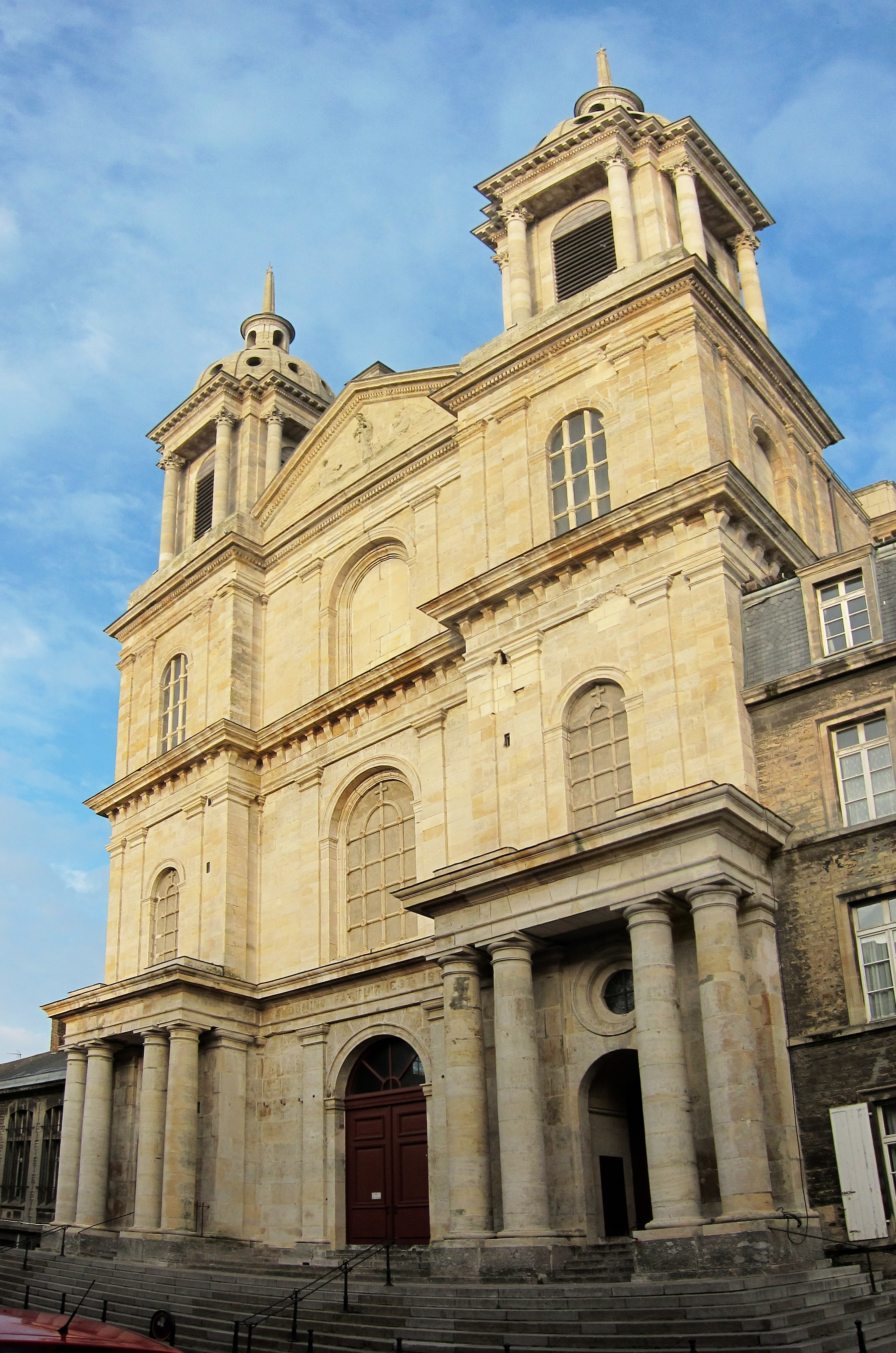
Le porche de la basilique.
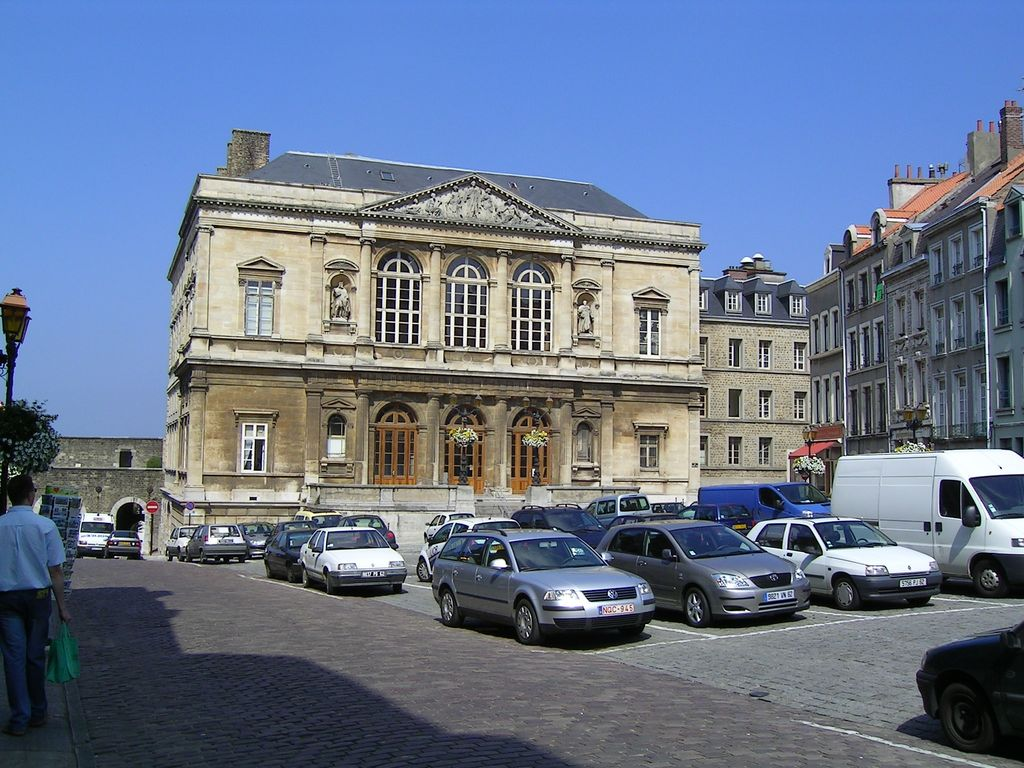
Le palais de justice.
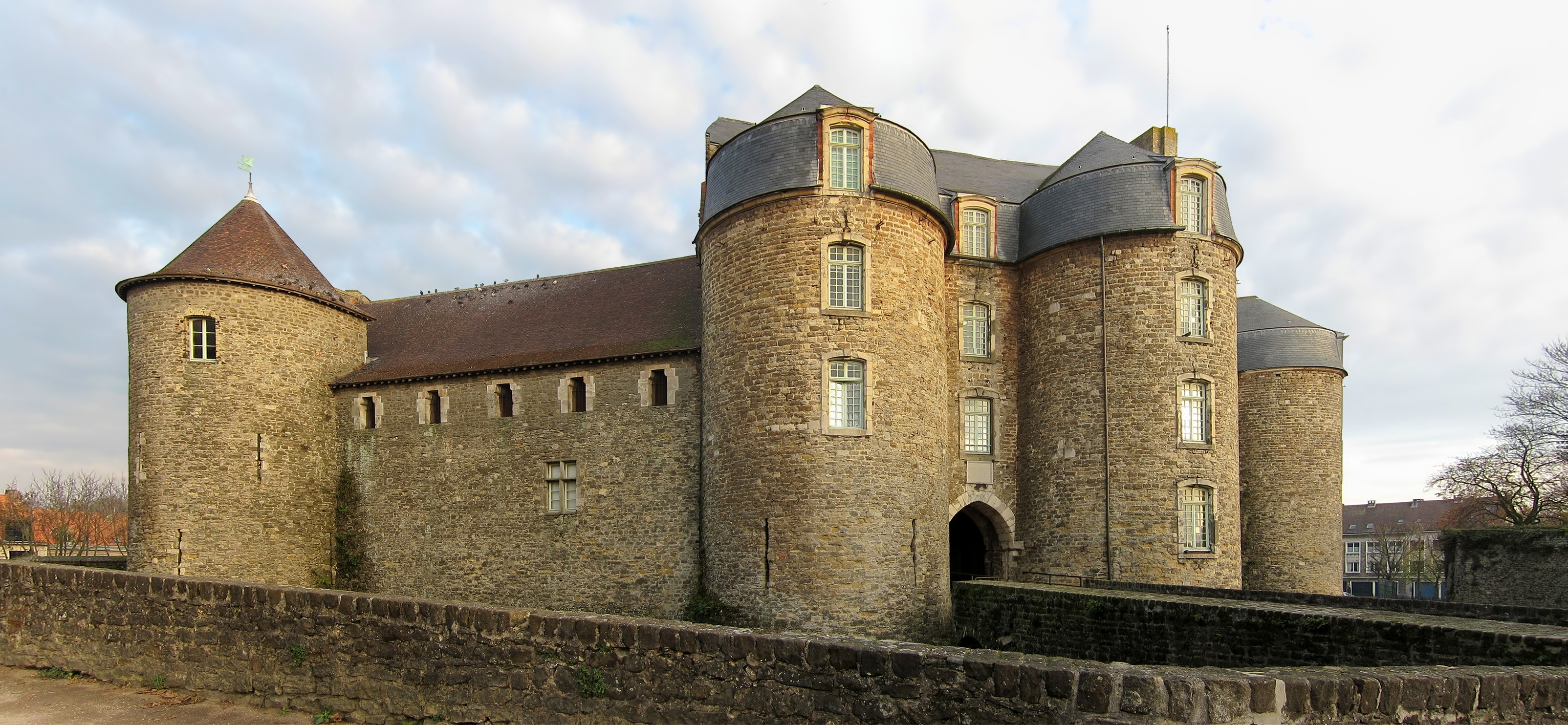
Le château-musée.
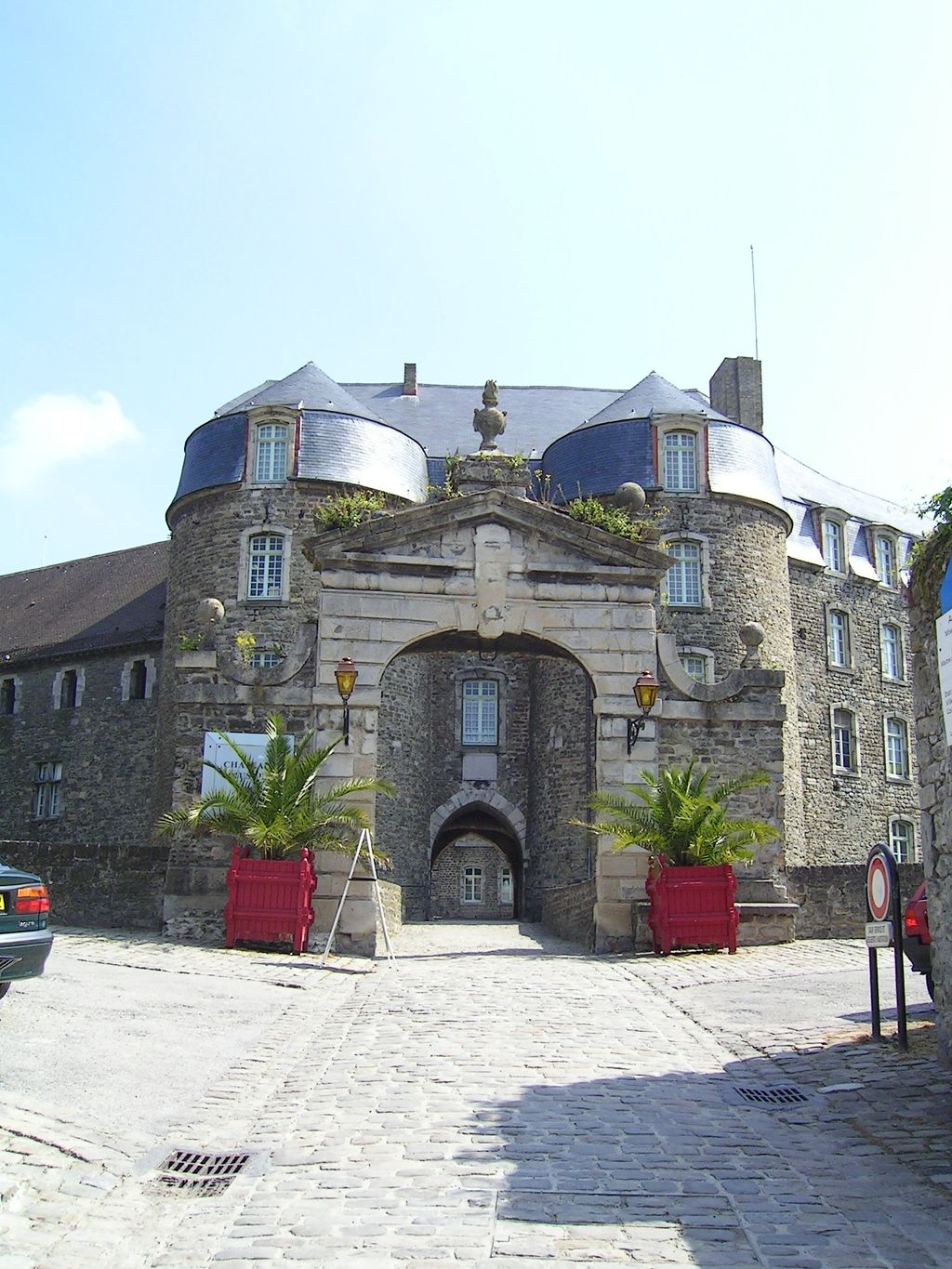
L'entrée du château-musée.